# Warba
Warba is een plaats (city) in de Amerikaanse staat Minnesota, en valt bestuurlijk gezien onder Itasca County.

## Demografie
Bij de volkstelling in 2000 werd het aantal inwoners vastgesteld op 183.
In 2006 is het aantal inwoners door het United States Census Bureau geschat op 181, een daling van 2 (-1.1%).

## Geografie
Volgens het United States Census Bureau beslaat de plaats een oppervlakte van
8,5 km², waarvan 8,3 km² land en 0,2 km² water. Warba ligt op ongeveer 391 m boven zeeniveau.

## Plaatsen in de nabije omgeving
De onderstaande figuur toont nabijgelegen plaatsen in een straal van 24 km rond Warba.